# Прошлое

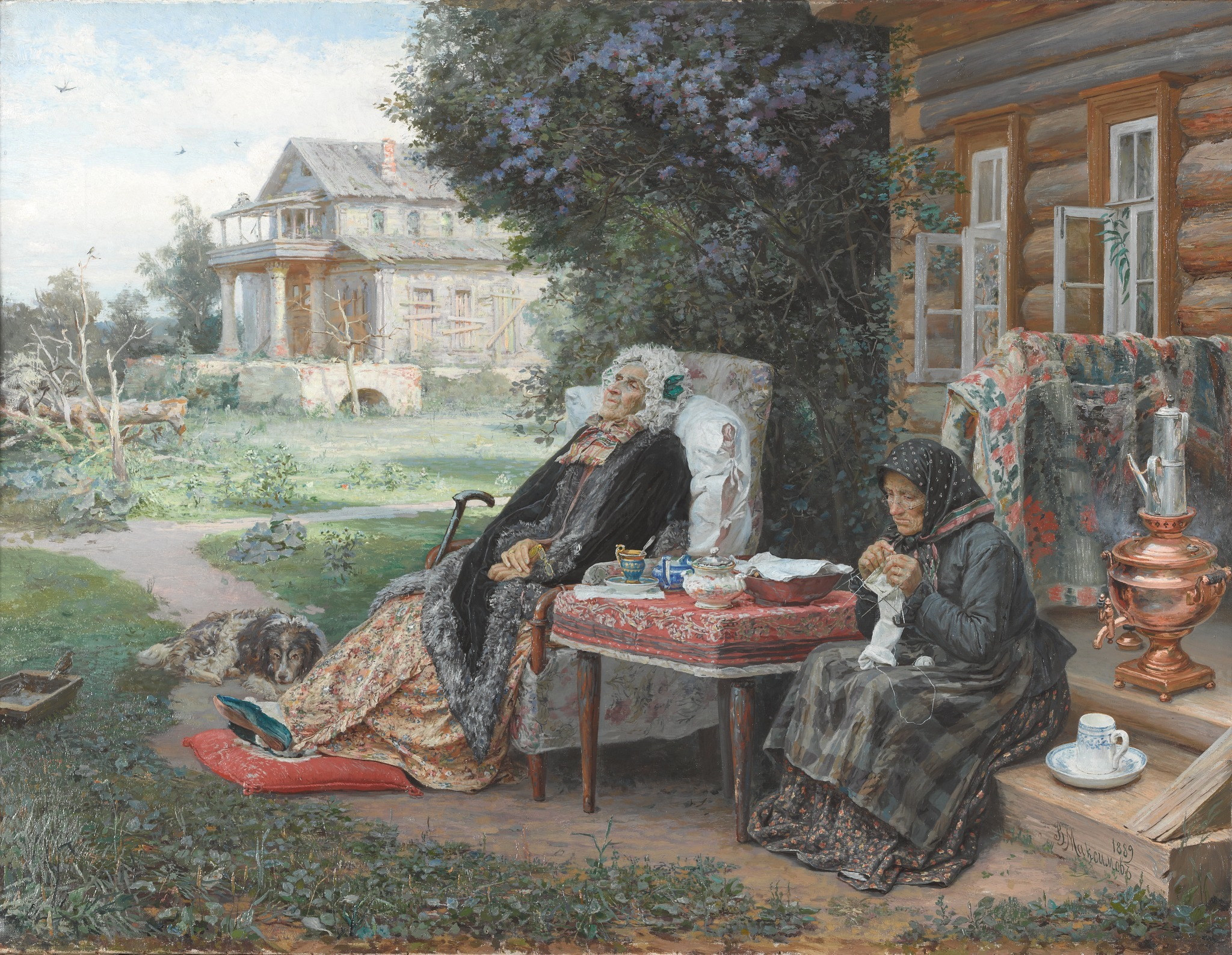
Всё в прошлом (Василий Максимов, 1889).

Про́шлое — это множество всех хронологически предшествующих данному моменту событий.

## В грамматике
Прошлое в лингвистике означает:
- лингвистическое прошедшее время,
- грамматическое прошедшее время.

### Немецкая грамматика
В немецкой грамматике есть три формы времени прошлого для глагола:
- Пратеритум (незавершённое прошлое[1]): ich ging — я шёл
- Перфект (завершённое прошлое): ich bin gegangen — я пришёл
- Плюсквамперфект (предпрошлое): ich war gegangen — я пришёл до некого момента в прошлом

Во многих немецкоязычных регионах используется, однако, почти исключительно перфект, в то время как в других регионах прошлое сильнее дифференцируется в речи.

### Английская грамматика
В английской грамматике существует шесть различных временных форм прошедшего времени, три из них являются продолжительными (continious).
- Простое прошедшее: I went — Я шёл
- Прошедшее длительное: I was going — Я шёл (в течение какого-то времени в прошлом)
- Прошедшее совершённое: I have gone — Я ушёл
- Present Perfect Progressive: I have been going — Я ходил (с какого-то момента до момента речи)
- Past Perfect Simple (Vorvergangenheit, соответствует немецкому плюсквамперфект): I had gone — Я ушёл (к какому-то моменту в прошлом)
- Past Perfect Progressive (прогрессирующая форма, в литературном немецком языке нет эквивалента): I had been going (с какого-то момента до момента в прошлом)

## Физика

### Классическая физика

Прошлое и будущее относительно координат.

На оси времени направление времени идёт от прошлого в будущее. Прошлое состоит из множества всех событий, произошедших до момента настоящего и являющихся причинами текущего состояния настоящего.

### Теория относительности
В связи с изменением представления о понятии времени с момента появления специальной теории относительности Альберта Эйнштейна были переосмыслены понятия прошлого, настоящего и будущего. Поскольку два события, которые для одного наблюдателя проходят одновременно, для движущегося относительно них другого наблюдателя могут не происходить одновременно, понятие неоднородности пространства заменило понятие одновременности.

## Философская точка зрения

### Презентизм
Настоящее — это философское пространство, в котором протекают все процессы. Только посредством записи протекающих процессов в настоящем образуется фиктивное прошлое. Записанное прошлое только приблизительно отображает ход процессов, стопроцентно точная запись процессов практически невозможна. Поэтому согласно Платону лишь настоящее рассматривается как пространство для экзистенции. Прошлое, следовательно, является несуществующим теоретическим образованием, так как его существование не заключено ни в пространстве, ни в материи.

## Прошлое как объект истории
В зависимости от мировоззрения историки и философы по отношению к прошлому делятся на несколько больших групп.

### Наука Нового времени о прошлом.
В науке Нового времени считалось, что реально существуют только события настоящего. Как писал Т. Гоббс, «…только настоящее имеет бытие в природе, прошедшее имеет бытие лишь в памяти, а будущее не имеет никакого бытия».

### Позитивистский и материалистический взгляд на прошлое.
Представители классического позитивизма, как считает И. Д. Ковальченко, прямо «признавали объективную реальность прошлого и считали, что оно непосредственно дано историку в виде остатков — исторических документов и вещественных памятников».
Материалистическая традиция придерживается устойчивого взгляда на существование в той или иной мере исторической реальности. В марксизме «все знания, из опыта, из ощущений, из восприятий» и в этой связи возникают «вопросы о реальности прошлого и о применимости общих принципов научного познания к его изучению. Чувственно воспринимать, живо созерцать и ощущать можно только то, что является реальным. Отсюда — первая проблема: о прошлом как объективной реальности». В историческом материализме она решается положительно.
Представитель школы Анналов М. Блок считал, что «Прошлое, по определению, есть некая данность, которую уже ничто не властно изменить».
Несмотря на постмодернистскую критику, отдельные представители современной науки не оставляют попыток найти искомую историческую реальность, так Л. И. Кузеванов утверждает, что «историческая реальность — это современная история и прошлое, представленное непосредственно наблюдаемыми историческими источниками». Это прошлое оказалось в настоящем, — в книжке, в архиве, в памятнике, там, же где их когда-то нашел И. Дройзен, но который все же не утверждал, что это и есть историческая реальность, а назвал их «остатками» прошлого. Тем не менее «и в наши дни отдельные историки все еще пребывают в уверенности, что история изучает прошлое».

### Идеалистический взгляд на природу прошлого
Идеалисты, чаще всего рассматривают прошлое как несуществующую реальность. Гегель считал прошлое и историю тем, что «пришло и исчезло». Кантианцы утверждают, что прошлое существует лишь как субъективная реальность в сознании историка. «Представители презентизма полагают, что бытие и небытие, прошлое и настоящее совпадают. Реально только настоящее. Прошлое целиком сводится к настоящему, между ними нет различий. Поэтому единственный источник познания прошлого — современность, то есть опять-таки субъективное сознание историка». По мнению А.-И. Мару, прошлое есть не более «чем мыслительная конструкция, которая легитимна… но абстрактна и… не является самой реальностью». Прошлым в рамках идеалистического подхода называются те изменения реальности, которые в настоящий момент наблюдать уже не можем вследствие их завершенности. «Таким образом, прошлое — это субъективный образ такой реальности, какой она могла бы быть без тех изменений, которые позднее с ней произошли. Естественно, что это субъективная и идеалистическая конструкция».

### Другие взгляды на прошлое
Есть и иные позиции, призванные объединить два несоединимых подхода к существованию прошлого. Еще в XIX веке И. Дройзеном прошлое было разделено на то, которое существует в настоящем, и которого сегодня больше нет. К первым были отнесены «предания» и «остатки». Позднее М. Оукшот выдвинул идею о наличии трех «прошлых». Первое — это прошлое, присутствующее в настоящем, но созданное в прошлом. Второе прошлое, — продукты прошлой человеческой деятельности, отчетливо отождествляемые с прошлым. Наконец, третье прошлое — это прошлое, сконструированное в человеческом сознании.
З. Оруджев считает, что «Прошлое — это промежуточное звено между прошедшим и настоящим (в прошедшем настоящее реально исчезает, отсутствует). Поэтому мы всегда обнаруживаем в настоящем прошлое (язык, обычай, созданные предметы, то есть продукты накопленной деятельности и т. д.). Прошлое всегда присутствует в настоящем — активно или пассивно». В последнем случае прошлое фактически разделено на две части, одно существует в настоящем, и значит, может быть объектом научного исследования, а вторая часть, которое называется прошедшим, окончательно кануло в Лету и вряд ли его можно изучать методами науки.
Зависимость прошлого от мировоззрения
Соотношение прошлого и настоящего непостоянно и зависит от мировоззренческих основ того, кто исследует этот вопрос. Сторонники детерминизма не могут обойтись без решающего влияния прошлого на настоящее, поскольку оно, по их мнению, обусловлено прошедшим. Материалист, ищущий реальность прошлого, находит его в настоящем. Субъективный идеалист вполне обойдется без прошлого в существующей реальности, поместив его в сознание историка. У объективного идеалиста, особенно религиозного, проблем с наличием прошлого в настоящем не будет, поскольку все определяет Бог, а Он вечен, значит существует и в настоящем, и в прошлом, и в будущем.
Наибольшие проблемы с соотношением прошлого и настоящего и их взаимовлиянием возникают у материалистов, кроме тех, кто непоколебимо верит в реальность прошлого. Все остальные, те, кто в нем сомневается, начинают искать его в настоящем и, как правило, находят. Как писал А. Бергсон: «Если же вы будете рассматривать настоящее, конкретно и реально переживаемое сознанием, то можно сказать, что это настоящее в значительной своей части состоит из непосредственного прошлого… На практике мы воспринимаем только прошлое, а чисто настоящее есть просто неуловимая грань в развитии прошлого, въедающегося в будущее». Прошлое у Бергсона окончательно поглотило настоящее.
Поскольку прошлое всегда создается в рамках определенного мировоззрения, то этот вариант считается единственно верным для носителей данного мировосприятия. Другие образы прошлого, созданные в рамках иных мировоззренческих систем считаются ложными. Как пишет Б. В. Личман: «Во взаимоотношениях между мировоззренческими объяснениями истории действует правило: „Или согласись со мной, или ты не прав“. Объяснение прошлого, настоящего и будущего — это борьба мировоззрений, имеющие разные жизненные цели и соответствующие этим целям ценности». Сегодняшние исторические баталии — наглядное подтверждение этого тезиса.
Субъективно-идеалистический взгляд на прошлое предполагает отсутствие в реальности — прошлого и будущего, есть только настоящее. Прошлое и будущее — лишь образы, создаваемые сознанием. При таком подходе сохраняется настоящее как единственная реальность, но теряется действительность прошлого. История в этом случае ближе к литературе или искусству, нежели к науке в ее позитивистском понимании, поскольку она во многом (но не совсем) теряет связь с реальностью. С таких позиций легко объяснить постоянное переписывание истории, текучесть прошлого, и отсутствие истины, которую постоянно ищут и не могут найти. Но в этом случае история из науки, изучающей реальность, превращается в науку, создающую эту реальность в субъективном сознании историка.
Субъективно-идеалистический подход, признавая прошлое и историю плодом человеческого сознания, толерантно относится к созданию «историй», исходящих из иных мировоззренческих принципов. С точки зрения идеализма даже противоположные картины прошлого могут претендовать на истину, но только в рамках того мировосприятия, с позиций которого они создавались. При этом историк должен ясно изложить свои убеждения, а критика его истории может осуществляться только с этих позиций, поскольку с иных она просто бессмысленна.
Попытки создать некую независимую от мировосприятия историка картину прошлого безуспешны и еще никому не удавались. Отказ от ясно выраженных мировоззренческих позиций ведет не к объективизму, а к произволу при построении образа прошлого, к еще большему сближению истории с литературой.

### Значение прошлого
С идеалистических позиций прошлое не имеет объективного значения, поскольку является продуктом творчества человеческого сознания. Значение прошлого для человека не всегда было таким, каким оно является сейчас. Его сегодняшнее значение, как причины и содержания настоящего, вырастает из просвещенческой идеи зависимости настоящего от предыдущих событий. Согласно доктрине детерминизма, прошлое определяет настоящее, является его причиной. Именно идея детерминизма вывела историю, как науку, изучающую прошлое, на сегодняшний уровень значимости.
В религиозном мировоззрении такой причинно-следственной связи не может быть, поскольку настоящее предопределено от века и прошлое на него никак не влияет. Прошлое, настоящее, и будущее определяются волей Бога. При этом прошлое не является причиной настоящего, а значит значение имеет лишь воля Бога.
Таким образом, значение прошлого будет различным в разных мировоззренческих парадигмах, наибольшее влияние прошлое получает в рамках рационалистического мировоззрения.

### Прошлое и реальность
Прошлого как реальности нет, этот неприятный для историка факт постоянно пытаются каким-то образом закамуфлировать рассуждениями о том, что оно все же было в реальности. Дело в том, что человек может сталкиваться непосредственно с реальностью только в настоящем, а в нем прошлого точно нет. Прошлое существует только как субъективная реальность, то есть в сознании историка и нигде больше.
Понимание времени и прошлого, которое в свое время дал И. Дройзен: «что же касается времени, то нашему Я принадлежит только миг, оно живет только миг, позади него бесконечная пустота того, что минуло, впереди него бесконечная пустота того, что грядет. И вот эту пустоту позади себя наше Я наполняет представлениями о том, что было, воспоминаниями, в которых для него прошлое непреходяще; а пустоту впереди себя оно наполняет своими надеждами и планами, представлениями о том, что оно хочет осуществить и ожидает, чтобы другие увидели это претворенным в жизнь».
Исходя из этого высказывания историк не создает прошлого, он формирует знание о прошлом, а знание — это продукт человеческого мысшления, образ минувшего, но не само прошлое. Историку не с чем сравнить тот образ, который он создает в своем сознании, поскольку используемые первоисточники, исторические факты — тексты, либо артефакты, находятся в настоящем и с прошлым они связываются лишь в сознании историка. Они встраиваются им в создаваемый образ прошлого, но этот образ будет обязательно субъективен и идеален.

### Прошлое, память и история
Предпосылкой для создания феномена прошлого является существование у человека памяти. Память — есть актуализация в сознании человека прошлых ощущений, который испытывал человек. На ее основе у человека формируется опыт. От природы человек может помнить только то, что случилось лично с ним, то, чему он лично был свидетелем.
После того, как человек приобрел способность к общению с другими людьми, он смог колоссально расширить свою память за счет присвоения памяти и опыта других людей. Прошлое человека стало много шире прошлого животного, и теперь могло сохраняться в виде информации. Так появилось неличное прошлое и создалась возможность для формирования понятия истории. Ле Февр писал: «Постараемся отделаться от иллюзий. Человек не помнит прошлого — он постоянно воссоздает его». Прошлое появилось тогда, когда человек создал его в своем воображении. Прошлым стали обмениваться не только непосредственно в личном общении, но и опосредованно при помощи текстов. Таким образом были сформированы предпосылки для создания истории. Прошлое, как история — есть присвоение памяти и опыта других людей и создание на их основе образа изменения человечества во времени. История была создана на основе человеческой памяти, которая в отличие от памяти животных и искусственных информационных систем, воспроизводит прошлое в настоящем именно в качестве прошлого.

### Процесс создания прошлого
Память актуализируется с помощью воспоминания, которое очень похоже на процесс воображения. Как пишет Дж. Уитроу: «Различие между воспоминанием и воображением является скорее логическим, чем психологическим». Американский нейрохирург У. Пенфилд считал, что «большинство вещей, которые человек может вспомнить, является обобщениями и подытоживаниями», а вовсе не точным воспроизведением того, что случилось и это создает предпосылки для более активного включения воображения в ходе создания образов прошлого. Когда прошлое создается на основе информации, полученной не от собственных органов чувств, а это основной массив данных историка, то оно создается исключительно при помощи воображения, поскольку вспоминать нечего. Прошедшие через сознания других людей эмпирические данные восприятия должны были неоднократно преобразоваться в их субъективные образы и закодированы в текст, прежде чем они попали к историку. Именно поэтому столь важны для историка первоисточники, подвергшиеся минимально возможной, — то есть однократной, — обработке воображением непосредственного свидетеля события. Иные свидетельства несут в себе гораздо больший объем информации, созданной воображением тех людей, через сознание которых они прошли, прежде чем попали к историку. Отсюда требование критического отношения к источнику.
Прошлое человек создает различными способами, определяемыми господствующим в его сознании мировоззрением. Вчера это была мифология и религия, сегодня — научная история. Установив связь между прошлым, настоящим и будущим, человек способен наполнять содержание этой связи различным содержанием. В мифологии — это миф о прошлом, в научной истории — факты прошлого. При этом самостоятельного объективного значения прошлое, как несуществующая реальность, не имеет. Прошлое конструируется в сознании человека с помощью различных методов и способов и влияет на сегодняшнее восприятие действительности.

### Познание прошлого
«Кардинальный вопрос методологии истории — это вопрос о том, как изучать исчезнувший объект, объект, существовавший в прошлом». Так звучит постановка проблемы для тех, кто верит в существование исторической реальности. Для сторонников субъективного идеализма вопрос ставится иначе: как правильно создавать прошлое?
Человек ограничен в своем познании или создании прошлого. Различные теории предоставляют ему разную надежду на степень постижения истории. Наиболее радужные перспективы рисует марксизм, с его теорией отражения, согласно которой, всё оставляет свой след, поэтому задача науки найти его и восстановить по нему событие во всей возможной его полноте. Сторонники исторического материализма полагают, что «отсутствие у историка непосредственного контакта с прошлым не лишает его связи с этим прошлым и не препятствует чувственному восприятию его», хотя и накладывает на историческое познание определенные особенности. Прошлое, следовательно, где-то существует, и задача историка установить с ним контакт, познать его.
Школа Анналов менее оптимистично смотрит на познание прошлого. М. Блок, отмечая, что наука достигла несомненных успехов в изучении прошлого, вместе с тем утверждает, что истории «отказано в надежде на действительно беспредельное развитие, которое внушает наука вроде химии, способной даже создать свой собственный объект. Дело в том, что разведчики прошлого — люди не вполне свободные. Их тиран — прошлое. Оно запрещает им узнавать о нем что-либо, кроме того, что оно само, намеренно или ненамеренно, им открывает… Я полагаю, что исследователь доисторических времен столь же неспособен из-за отсутствия письменных данных восстановить религиозные обряды каменного века, как и палеонтолог — железы внутренней секреции плезиозавра, от которого сохранился лишь скелет. Всегда неприятно сказать: „я не знаю“, „я не могу узнать“».
Идеалистическое представление о природе прошлого представлено в высказывании М. Мерло-Понти, который, указывая на то, что идея «следов», оставленных в нервно-мозговой системе прошедшими восприятиями и переживаниями, не в состоянии объяснить отнесенность воспоминаний к прошлому, пишет: «… Никакая консервация, никакой физиологический или психический „след“ прошлого не могут объяснить осознание прошлого. Этот стол испещрен следами моей прошлой жизни, я написал на нем свои инициалы, оставил чернильные пятна. Однако сами по себе эти следы не отсылают к прошлому, они присутствуют в настоящем; и, если я нахожу в них знаки какого-то „предшествующего“ события, это происходит потому, что я, ко всему прочему, обладаю смыслом прошлого, несу в себе это значение… Соответственно, дабы субъект мог присутствовать как в интенции прошлого, так и в интенции будущего, необходимо, чтобы сам он не был в нем расположен. Так что не будем говорить о времени, что это „данность сознания“, скажем точнее, что сознание разворачивает или конституирует время. В силу идеальности времени, сознание перестает наконец быть заключенным в настоящем».
И. Кант рассматривал создание адекватного образа прошлого в результате соблюдения некоторых процедур лишь как возможность. В «Критике чистого разума» он пишет: «можно сказать, что действительные вещи прошедшего времени даны в трансцендентальном предмете опыта; но они суть предметы и действительны для меня в прошедшем времени, лишь поскольку я представляю себе, что регрессивный ряд возможных восприятий (руководствуясь историей или идя по следам причин и действий), словом, обычный ход вещей приводит по эмпирическим законам к прошедшему временному ряду как условию настоящего времени, причем этот ряд представляется как действительный только в связи возможного опыта, а не сам по себе, так что все события, прошедшие с незапамятных времен до моего существования, означают тем не менее не что иное, как возможность продолжить цепь опыта от настоящего восприятия к условиям, определяющим это восприятие по времени».

## Цитаты о прошлом
- Всему предстоящему прошлое кусает хвост. — Фридрих Ницше[27]